# Mats Jonsson
Mats Lennart Jonsson (Edsvalla, 28 november 1957) is een Zweeds rallyrijder.

## Carrière
Mats Jonsson debuteerde in 1976 in de rallysport. Gedurende de jaren tachtig profileerde hij zich in het Zweeds rallykampioenschap, en werd een officiële rijder van de Zweedse Opel-importeur. Later kwam hij ook uit voor het overkoepelende fabrieksteam, onder meer in het Wereldkampioenschap rally. In de jaren negentig stapte hij over naar Toyota-modellen, en reed voor het fabrieksteam ook geselecteerde WK-evenementen, waaronder de Rally van Zweden. Die won hij achtereenvolgend in de seizoenen 1992 en 1993.
Jonsson is daarnaast een meervoudig Zweeds rallykampioen. Tegenwoordig neemt hij hierin nog steeds deel, en prepareert hij ook zijn eigen auto's. Tijdens de rally van Zweden in 2011 won hij nog in het nationaal klassement (buitenom de officiële klassering).

## Complete resultaten in het Wereldkampioenschap rally

### Overwinningen
| Nr. | Seizoen | Rally                            | Navigator    | Auto                    |
| --- | ------- | -------------------------------- | ------------ | ----------------------- |
| 1   | 1992    | 41st International Swedish Rally | Lars Bäckman | Toyota Celica GT-Four   |
| 2   | 1993    | 42nd International Swedish Rally | Lars Bäckman | Toyota Celica Turbo 4WD |

### Overzicht van deelnames
| Seizoen | Inschrijving                    | Auto                     | 1      | 2      | 3   | 4   | 5   | 6   | 7      | 8   | 9      | 10     | 11  | 12     | 13     | 14  | 15  | 16  | Pos. | Punten |
| ------- | ------------------------------- | ------------------------ | ------ | ------ | --- | --- | --- | --- | ------ | --- | ------ | ------ | --- | ------ | ------ | --- | --- | --- | ---- | ------ |
| 1979    | Mats Jonsson                    | Volvo 142                | MON    | ZWE 16 | POR | KEN | GRI | NZL | FIN 25 | CAN | ITA    | FRA    | GBR | IVK    |        |     |     |     | -    | 0      |
| 1980    | Mats Jonsson                    | Volvo 142                | MON    | ZWE 22 | POR | KEN | GRI | ARG | FIN    | NZL | ITA    | FRA    | GBR | IVK    |        |     |     |     | -    | 0      |
| 1981    | Mats Jonsson                    | Volvo 142                | MON    | ZWE 12 | POR | KEN | FRA | GRI | ARG    | BRA | FIN    | ITA    | IVK | GBR 16 |        |     |     |     | -    | 0      |
| 1982    | Mats Jonsson                    | Opel Ascona              | MON    | ZWE 12 | POR | KEN | FRA | GRI | NZL    | BRA | FIN    | ITA    | IVK | GBR 16 |        |     |     |     | -    | 0      |
| 1983    | Mats Jonsson                    | Opel Ascona              | MON    | ZWE 13 | POR | KEN | FRA | GRI | NZL    | ARG |        |        |     |        |        |     |     |     | -    | 0      |
| 1983    | Mats Jonsson                    | Opel Ascona B            |        |        |     |     |     |     |        |     | FIN NF | ITA    | IVK | GBR 10 |        |     |     |     | -    | 0      |
| 1984    | Opel Team Sweden                | Opel Ascona 400          | MON    | ZWE 4  | POR | KEN | FRA | GRI | NZL    | ARG | FIN    | ITA    | IVK |        |        |     |     |     | 19   | 10     |
| 1984    | Opel Team Sweden / Autoservice  | Opel Ascona 400          |        |        |     |     |     |     |        |     |        |        |     | GBR NF |        |     |     |     | 19   | 10     |
| 1985    | Opel Team Sweden                | Opel Ascona 400          | MON    | ZWE 9  | POR | KEN | FRA | GRI | NZL    | ARG | FIN    | ITA    | IVK |        |        |     |     |     | 61   | 2      |
| 1985    | Opel Team Sweden / Autoservice  | Opel Ascona              |        |        |     |     |     |     |        |     |        |        |     | GBR 13 |        |     |     |     | 61   | 2      |
| 1986    | Mats Jonsson                    | Opel Kadett GSI          | MON    | ZWE 12 | POR | KEN | FRA | GRI | NZL    | ARG | FIN    | ITA    | IVK |        |        |     |     |     | -    | 0      |
| 1986    | Team Autoservice / Colway Tyres | Opel Ascona              |        |        |     |     |     |     |        |     |        |        |     | GBR 13 | VST    |     |     |     | -    | 0      |
| 1987    | GM Euro Sport                   | Opel Kadett GSI          | MON    | ZWE 13 | POR | KEN | FRA | GRI | VST    | NZL | ARG    | FIN NF | ITA | IVK    | GBR 7  |     |     |     | 45   | 4      |
| 1988    | GM Euro Sport                   | Opel Kadett GSI          | MON    | ZWE NF | POR | KEN | FRA | GRI | VST    | NZL | ARG    | FIN 10 | IVK | ITA    | GBR 9  |     |     |     | 69   | 3      |
| 1989    | GM Euro Sport                   | Opel Kadett GSI          | ZWE 12 | MON    | POR | KEN | FRA | GRI | NZL 4  | ARG | FIN NF | AUS    | ITA | IVK    |        |     |     |     | 28   | 10     |
| 1989    | GM Euro Sport                   | Opel Kadett GSI 16V      |        |        |     |     |     |     |        |     |        |        |     |        | GBR 13 |     |     |     | 28   | 10     |
| 1990    | Toyota Team Sweden              | Toyota Celica GT-Four    | MON    | POR    | KEN | FRA | GRI | NZL | ARG    | FIN | AUS    | ITA    | IVK | GBR 4  |        |     |     |     | 20   | 10     |
| 1991    | Toyota Team Europe              | Toyota Celica GT-Four    | MON    | ZWE 2  | POR | KEN | FRA | GRI | NZL    | ARG |        |        |     |        |        |     |     |     | 12   | 21     |
| 1991    | Toyota Team Sweden              | Toyota Celica GT-Four    |        |        |     |     |     |     |        |     | FIN 6  | AUS    | ITA | IVK    | SPA    | GBR |     |     | 12   | 21     |
| 1992    | Toyota Team Sweden              | Toyota Celica GT-Four    | MON    | ZWE 1  | POR | KEN | FRA | GRI | NZL    | ARG | FIN    | AUS    | ITA | SPA    | IVK    | GBR |     |     | 15   | 20     |
| 1993    | Toyota Castrol Team             | Toyota Celica Turbo 4WD  | MON    | ZWE 1  | POR | KEN | FRA | GRI | ARG    | NZL | FIN    | AUS    | ITA | SPA    |        |     |     |     | 13   | 22     |
| 1993    | Toyota Team Sweden              | Toyota Celica Turbo 4WD  |        |        |     |     |     |     |        |     |        |        |     |        | GBR 9  |     |     |     | 13   | 22     |
| 1994    | Mats Jonsson                    | Mazda 323 GTR            | MON    | ZWE 2  | POR | KEN | FRA | GRI | ARG    | NZL | FIN    | AUS    | ITA | SPA    | GBR    |     |     |     | -    | -      |
| 1995    | 555 Subaru Rally Team           | Subaru Impreza 555       | MON    | ZWE NF | POR | KEN | FRA | GRI | NZL    | ARG | FIN    | AUS    | ITA | SPA    | GBR    |     |     |     | -    | 0      |
| 1996    | Opel Team Sweden                | Opel Astra GSI 16V       | MON    | ZWE NF | POR | KEN | IDN | FRA | GRI    | ARG | NZL    | FIN    | AUS | ITA    | SPA    | GBR |     |     | -    | 0      |
| 1997    | Mats Jonsson                    | Ford Escort RS Cosworth  | MON    | ZWE 9  | KEN | POR | SPA | FRA | ARG    | GRI | NZL    | FIN    | IDN | ITA    | AUS    | GBR |     |     | -    | 0      |
| 1998    | Bo-BE Plastindustri             | Ford Escort RS Cosworth  | MON    | ZWE 10 | KEN | POR | SPA | FRA | ARG    | GRI | NZL    | FIN    | ITA | AUS    | GBR    |     |     |     | -    | 0      |
| 1999    | Bo-BE Plastindustri             | Ford Escort WRC          | MON    | ZWE NF | KEN | POR | SPA | FRA | ARG    | GRI | NZL    | FIN    | CHN | ITA    | AUS    | GBR |     |     | -    | 0      |
| 2000    | Mats Jonsson                    | Ford Escort WRC          | MON    | ZWE NF | KEN | POR | SPA | ARG | GRI    | NZL | FIN    | CYP    | FRA | ITA    | AUS    | GBR |     |     | -    | 0      |
| 2001    | Mats Jonsson                    | Mitsubishi Lancer Evo VI | MON    | ZWE 20 | POR | SPA | ARG | CYP | GRI    | KEN | FIN    | NZL    | ITA | FRA    | AUS    | GBR |     |     | -    | 0      |
| 2007    | Mats Jonsson                    | Ford Focus RS WRC 01     | MON    | ZWE 24 | NOO | MEX | POR | ARG | ITA    | GRI | FIN    | DUI    | NZL | SPA    | FRA    | JPN | IER | GBR | -    | 0      |